# 袁喬
袁 喬（えん きょう、生没年不詳）は、東晋の官僚・軍人。字は彦叔。本貫は陳郡陽夏県。

## 経歴
袁瓌の子として生まれた。はじめ著作佐郎となり、次いで桓温に求められて輔国司馬となった。司徒左西属となったが、就任せず、尚書郎に任じられた。桓温が京口に駐屯すると、袁喬は再び輔国司馬となり、広陵国相を兼ねた。袁喬は褚裒と仲が良かったが、ときに褚裒の娘の康献褚太后が臨朝称制していたため、穆帝の外祖父と以前のような交友をするのは宜しくないとして、つきあいを自粛した。
後に安西諮議参軍・長沙国相に転じたが、任を受けなかった。ほどなく都督沔中諸戍江夏隨義陽三郡諸軍事・建武将軍・江夏国相となった。
永和2年（346年）、桓温が成漢に対する西征を計画すると、諸官はこれに反対したが、袁喬は漢軍が防御を固める前の短期決戦で陥れ、漢主の李勢を捕らえるよう桓温に勧めた。桓温は袁喬の意見に従い、袁喬は江夏国相として2000人を率いて軍鋒となった。永和3年（347年）、兵を彭模に進めて、漢軍と接近した。晋軍の軍議では兵を分けて両道並進する作戦案が優勢であったが、袁喬は全軍を一道に集めて進軍するよう主張し、桓温も袁喬の意見に賛同したため、全軍一挙に進軍することとなった。
成都から10里のところで、桓温率いる晋軍は漢軍と決戦したが、先鋒の部隊が敗れて、袁喬の兵も後退し、敵の矢が馬首に及ぶ苦戦となった。袁喬は軍旗で指図して兵を進め、漢軍を撃破し、そのまま長駆して成都に入った。李勢は降伏したが、成漢の将の鄧定と隗文が部下を率いて反抗を続けたため、桓温は鄧定を討ち、袁喬は隗文を攻撃して破った。袁喬は龍驤将軍の号を受け、湘西伯に封じられた。ほどなく死去した。享年は36。益州刺史の位を追贈された。諡は簡といった。
袁喬には文才があり、『論語』や『詩経』に注釈をつけたほか、数々の文筆は当時に通行した。
子の袁方平が後を嗣ぎ、義興郡や琅邪郡の太守を歴任した。

## 伝記資料
- 『晋書』巻83 列伝第53